# Liste der Europaschutzgebiete in Wien
In Wien gibt es 4 Natura-2000-Gebiete (Europaschutzgebiete).

## Legende
- Kennziffer des Gebiets (Sitecode 97/266/EG 1.2.)[1]
- Code des Gebiets im Standarddatenbogen
- FFH … alle Fauna-Flora-Habitatgebiete (Gebiete gemeinschaftlicher Bedeutung, GGB/SCI)
- VS … alle Vogelschutzgebiete (Besondere Schutzgebiete BSG/SAC)
- Bezeichnung des Gebiets (97/266/EG 1.7.)[1]
- bR … biogeographische Region (Dok. Hab. 95/10):
 A … alpine biogeographische Region (Alpenraum, in etwa Raum der Alpenkonvention)
 K … kontinentale biogeographische Region (restliches Österreich: Alpenvorländer und Granit- und Gneishochland)
- Fl. … Fläche in Hektar lt. Standarddatenbogen (97/266/EG 2.2.)[1]
- Typ … Gebietstyp (97/266/EG 1.1.),[1] Lagebeziehung zu anderen Natura-200-Gebieten (T.)
- seit/LGBl. Nr. … Datum der Meldung, allfällig Bestätigung des Gebiets durch die EK, landesrechtliche Umsetzung: Bekanntmachung und Schutzzielerklärung im Landesgesetzblatt
- Lage … Geokoordinaten des Gebietsmittelpunkts (G.) (97/266/EG 2.1.) lt. Standarddatenbogen[1]
- pA … Vorhandensein von einem oder mehreren prioritären natürlichen Lebensraumtypen und/oder einer oder mehrerer prioritärer Arten im Sinne von Artikel 1 der Richtlinie 92/43/EWG

## Liste der Europaschutzgebiete
| Kennziffer | FFH | VS | Bezeichnung                                                         | bR | ha (Fl.) | Typ (T.) | seit | Lage (G.)       | pA | Anmerkungen (Sort.) |
| ---------- | --- | -- | ------------------------------------------------------------------- | -- | -------- | -------- | ---- | --------------- | -- | ------------------- |
| AT1301000  | *   | *  | Naturschutzgebiet Lobau als Wiener Teil vom Nationalpark Donau-Auen | K  | 2258     | C        |      | 48.1728 16.5317 | *  |                     |
| AT1302000  | *   | *  | Naturschutzgebiet Lainzer Tiergarten                                | K  | 2259     | C        |      | 48.1767 16.2258 | *  |                     |
| AT1303000  | *   | *  | Landschaftsschutzgebiet Liesing (Teil A,B und C)                    | K  | 639      | C        |      | 48.1469 16.2383 | *  |                     |
| AT1304000  | *   | *  | Landschaftsschutzgebiet Bisamberg (Wiener Teil)                     | K  | 381      | C        |      | 48.3164 16.4039 | *  |                     |